# Ferdinand Fischer (Autor)
Ferdinand G. B. „Ferdy“ Fischer (* 2. September 1936 in Arnsberg) ist ein deutscher Autor.

## Leben und Wirken
Ferdinand Fischer besuchte die Volksschule, das Gymnasium und eine Höhere Handelsschule, die er als Hotelkaufmann abschloss. Er arbeitete im gastronomischen Betrieb seiner Eltern, studierte Germanistik, Kunstgeschichte und Geschichte und war anschließend als Lehrer tätig. 1976 wurde er vom Unterricht freigestellt und arbeitete als Medienpädagoge und Leiter eines Medienzentrums.
Danach wurde er freier Autor. Er veröffentlicht Bildbände, Freizeit- und Reiseführer (insbesondere auch für Kinder und Familien), Bücher zu volks- und heimatkundlichen Themen (besonders zu Nordrhein-Westfalen und speziell über das Sauerland) sowie historische Romane. Für den Hörfunk schreibt er Features und Hörspieldrehbücher, so für den Westdeutschen Rundfunk, den Norddeutschen Rundfunk, den Bayerischen Rundfunk und das Deutschlandradio. Für das Fernsehprogramm der ARD arbeitete er an den Serien An hellen Tagen und Kein schöner Land mit.
Ferdinand Fischer veröffentlichte seine Beiträge bis 1997 unter dem Namen Ferdy Fischer, danach benutzte er die Namen Ferdinand G. B. Fischer und Ferdinand Fischer. Er lebt seit 2008 in Landau in der Pfalz. Er ist verheiratet mit Karin Fischer, die Mitautorin einiger Bücher ist und ihn bei den Recherchen unterstützt.

## Schriften
- Adlerberg – Arnsberg. Ein Streifzug durch 1000 Jahre Stadtgeschichte. Becker, Arnsberg 1980.
- Klassizismus in Arnsberg. Landesbildstelle Westfalen, Münster 1986.
- Burgen, die von Bergen blicken, Schlösser, die in Tälern träumen. Fotos von Toni Anneser. Aschendorff, Münster 1986, ISBN 3-402-06045-0. 2./3. Auflage 1987.
- Drei Könige und ein Stern. Ein Sternsingerbuch. Patmos, Düsseldorf 1987, ISBN 3-491-79055-7.
- Straßennamen von Persönlichkeiten in Arnsberg. Arnsberg 1988.
- (Mitautor): Arnsberg. Perle des Sauerlandes, Stadt der Leuchten. Genster, Menden um 1990.
- Das Wunder des Mittelalters. Die abenteuerliche Geschichte des Kölner Domschatzes 1794–1804. Historischer Roman. Salzer, Heilbronn 1994, ISBN 3-7936-0332-6.
- Freizeit mit Kindern Ruhrgebiet. Stöppel, Weilheim 1995, ISBN 3-924012-77-6.
- Advent und Weihnachten feiern mit Kindern. Patmos, Düsseldorf 1996, ISBN 3-491-51001-5.
- 100 Burgen zwischen den 1000 Bergen. Das große Burgen- und Schlösserbuch für Südwestfalen. Fotos von Toni Anneser. Gronenberg, Wiehl 1996, ISBN 3-88265-198-9.
- Sauerland – Siegerland. Freizeit mit Kindern. Stöppel, Weilheim 1997, ISBN 3-924012-95-4.
- Dröppelbier und Wassereis. Geschichten zwischen Krieg und Wiederaufbau. Podszun, Brilon um 1997, ISBN 3-86133-184-5.
- Schöne Burgen, Schlösser und Motten von Alpen bis Zons. Pomp, Bottrop 1998, ISBN 3-89355-152-2. 2. Auflage 2000.
- Ostern feiern mit Kindern. Patmos, Düsseldorf 1998, ISBN 3-491-51003-1.
- Niederrhein. Freizeit mit Kindern. Stöppel, Weilheim 1998, ISBN 3-89306-088-X.
- Natur- und Nationalparks in Deutschland. Fink-Kümmerly und Frey, Ostfildern 1998, ISBN 3-7718-1061-2.
- Münsterland. Freizeit mit Kindern. Stöppel, Weilheim 1998, ISBN 3-89306-087-1.
- Festspielführer. Hauptband und Beilage. Umschau, Frankfurt am Main 1998, ISBN 3-524-67095-4.
- Rheinland. Freizeit mit Kindern. Stöppel, Weilheim 1999, ISBN 3-89306-607-1.
- mit Karin Fischer: Kultourführer Ruhrgebiet. Umschau/Braus, Heidelberg 1999, ISBN 3-8295-6316-7.
- Eifel. Aachen, Trier, Koblenz. Stöppel, Weilheim 1999?, ISBN 3-89306-606-3.
- mit Karin Fischer: Schwarzwald. Freizeit mit Kindern. Stöppel, Weilheim 2000?, ISBN 3-89306-608-X.
- Patrisbrunna. Der Roman Paderborns. Bonifatius, Paderborn 2000, ISBN 3-89710-084-3.
- Höhenstrasse Hoch-Sauerland. Gronenberg, Wiehl um 2000, ISBN 3-88265-217-9.
- Plattensee. Gräfe und Unzer, München 2003, ISBN 3-7742-0799-2.

- Tschechisch: Balaton. Vašut, Prag 2004, ISBN 80-7236-239-9.
- Niederländisch: Balatonmeer. Deltas, Aartselaar 2005, ISBN 90-447-0898-8.

- mit Karin Fischer: Freizeit & Spaß – Die Eifel. Societäts-Verlag, Frankfurt am Main 2003, ISBN 3-7973-0846-9.
- mit Karin Fischer: Stuttgart und Umgebung. Stöppel, Merching 2004, ISBN 3-89987-300-9.
- mit Karin Fischer: Freizeit & Spaß – Die Pfalz. Societäts-Verlag, Frankfurt am Main 2004, ISBN 3-7973-0890-6
- mit Karin Fischer: Mühlen zwischen Lenne und Lippe. Ausflüge – Besichtigungen. Gronenberg, Wiehl 2004, ISBN 3-88265-247-0.
- Aquis granum. Roman der Kaiserstadt Aachen. Einhard, Aachen 2005, ISBN 3-936342-44-X.
- Schönes NRW. 3. Auflage. Klartext, Essen 2006, ISBN 3-89861-673-8. 4. Auflage 2011.
- Niederrhein. Aschendorff, Münster 2006, ISBN 3-402-05501-5.
- Mimigernaford. Stadtroman zu über 1212 Jahre Geschichte der Stadt Münster in Episoden. Aschendorff, Münster 2006, ISBN 3-402-03444-1.
- Terra Palatina. Plöger, Annweiler 2010, ISBN 978-3-89857-264-4.
- Hits für Kids Rheinland. Bruckmann, München 2011, ISBN 978-3-7654-5445-5.
- Die schönsten Altstädte in Rheinland-Pfalz. Societäts-Verlag, Frankfurt am Main 2013, ISBN 978-3-942921-50-3.